# روبيرت الراهب

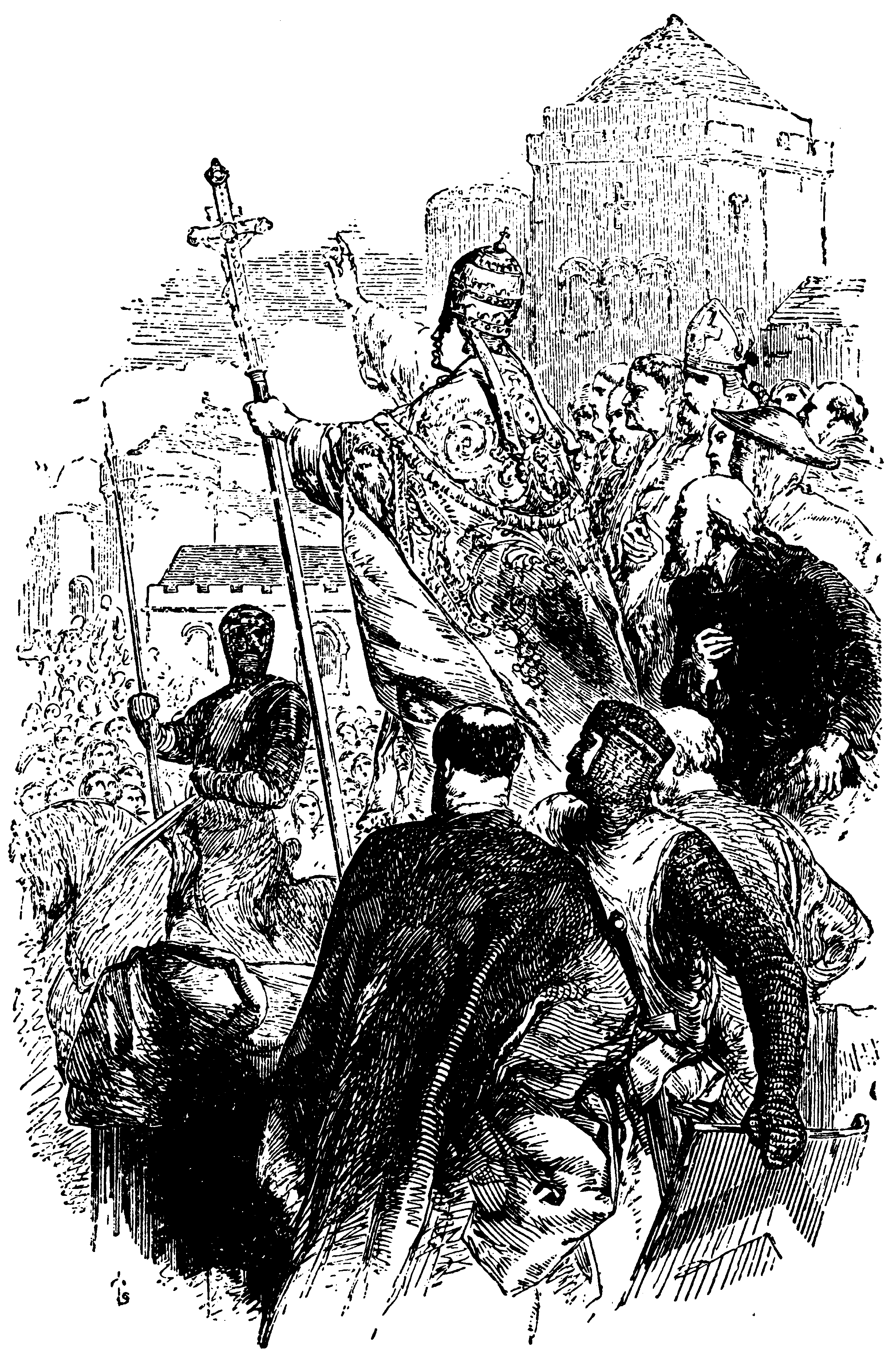
روبيرت على ما قال حضر خطبة اوربان التانى في كليرمونت (1095)

روبيرت الراهب Robert the Monk (عاش في فترة الحملة الصليبية الأولى 1096) راهب لاتيني حضر حسب قوله خطبة البابا أوربان الثانى الذي شنت في فترة تنصيبة الحروب الصليبية وأرخ للحمله الصليبيه الأولى في كتابه «هيستوريا ايهروسوليميتانا» Historia iherosolimitana. شخصيته غير معروفة بالضبط لكن محتمل انه كان روبرت رئيس دير سانت ريمى في فرنسا لكن هذا غير مؤكد.
يعتبر كتابه من أهم الكتب التي كتبت من قبل المعاصرين للحمله الصليبية الأولى، ذكر فيه نسخه لخطبة للبابا اوربان في كليرمونت في أكتوبر 1095، وحكى عن حملة الفقراء الصليبية التي قادها «بطرس الناسك» والحملات المنظمة التي ذهبت للقسطنطينية ومنها إلى آسيا الصغرى وتمكنت على الاستيلاء على الاراضى المقدسة والقبر المقدس في القدس.
استند في كتابه على " جيستا فرانكوروم " Gesta Francorum (أعمال الفرنكيين)، الذي كتب من قبل شخصية مجهولة كانت في جيش بوهيموند الأول، لكن أضاف بغض الأشياء لها. ترجم كتابه من اللاتيني بعنوان " تاريخ الحملة الصليبيه الأولى Robert the Monk's History of the First Crusade وأصبح مرجع مهم تأريخ لللمؤرخين والباحثين.

## فهرست
1. ↑  ملف استنادي دولي افتراضي (باللغات المتعددة), دبلن: مركز المكتبة الرقمية على الإنترنت, OCLC:609410106, QID:Q54919
2. ↑  Sweetenham p.1